# Lomariopsis heteromorpha
Lomariopsis heteromorpha là một loài thực vật có mạch trong họ Lomariopsidaceae. Loài này được (Sm.) T. Moore mô tả khoa học đầu tiên năm 1857.